# سیتانا
سیتانا (انگلیسی: Cetanā)، اراده شخصی. اراده یا اختیاری که موجب پیدایش عناصر ترکیبی می‌شود.
این نیرو، عناصر را به صورت جریانات حیات (samtana) سازمان می‌دهد.

## ظهور عناصر
اراده (Cetanā) و نیرو (saṃskāra) مترادف اند. نیرو، آن چیزی است که موجب ظهور عناصر می‌گردد.

## عناصر ترکیبی
عناصر ترکیبی نیروی خاصی است که به عناصر «گرد هم آمده» صورت مخصوصی می‌بخشد و عناصر به وسیلهٔ آن، تحت صورتی خاص و طبق قوانینی معین نظام می‌یابد.
در واقع بین ارادهٔ عنصری (Cetanā) که سازمان دهندهٔ جریان حیات و پدیده‌ها است و عناصر را تحت صور خاص در ترکیبات اشیاء عالم، سازمان می‌دهد، و نیروهای ترکیبی، که موجب جمع و تفریق عناصر و پیدایش و انهدام آنان است، فرقی نیست.

## اراده شخصی وارادهٔ الهی
اراده شخصی مترادف مفهوم «کارما» (karma) است که جای ارادهٔ الهی و خواست خداوند را گرفته‌است.
از طرف دیگر دو عنصر اراده و نیرو مربوط به قانون «کارما» است و آن تأثرات دیرینه ذهنی یا محصول ارادی (cetayitva) است.

## ارادهٔ فردی شعاعی است از اراده خالق
اراده مقدم بر عمل است و مؤخر بر علمی است که عمل رابه منصهٔ ظهور می‌رساند. اتحاد مثلث اراده، عمل و علم، سه وجه پویایی خود واحد است.
مرجع هستی به فردیتهای عوالم صغیر (microcosms) و انرژی خلاق برمی گردد، که بدواً از علتش نشأت می‌گیرد و این روند در تمام مراحل بعدی تکرار و در زند گی روزانه هر شخصی هم دیده می‌شود که در حال اجراء و شرف تکوین است.
امور دنیوی و معنوی دو مسیر متضاد دارند که ارادهٔ شخص را می‌توان در آن دو به جریان انداخت. اولی راه را برای کار پژوهشی عینی هموار می‌کند، در حالی که دومی در را برای راه به سوی خویشتن‌شناسی می‌گشاید.
ارادهٔ فردی شعاعی است از اراده خالق.